# Richard Gale
Sir Richard Nelson Gale, né le 25 juillet 1896 à Wandsworth et mort le 29 juillet 1982 à Kingston upon Thames (Grand Londres), est un général britannique, de la Première et de la Seconde Guerre mondiale.

## Biographie
Après de moyennes études, Gale souhaitait devenir officier de la Royal Artillery, mais ses qualités scolaires et physiques n'étaient pas au niveau requis pour entrer dans la Royal Military Academy de Woolwich. Finalement, il réussit à rentrer à l'Académie royale militaire de Sandhurst à l'été 1915. Il est promu sous-lieutenant à la fin de l'année au Worcestershire Regiment. De brillants états de service lui permettent d’obtenir la Military Cross.
Après la guerre, il est volontaire pour servir en Inde dans l'Armée des Indes britanniques dans laquelle il reste de 1919 à 1936. D’abord comme officier subalterne au Worcestershire Regiment, puis, après une école d’officier, comme capitaine à la tête du Duke of Cornwall's Light Infantry en 1930, et plus tard en tant que commandant des Royal Inniskilling Fusiliers (en). Il rentre en Angleterre en 1936 avec le Worcestershire Regiment. Il est ensuite affecté en 1937 au ministère de la guerre comme officier d’état-major général chargé de la formation, en décembre 1938 il est promu au grade de major.
Pendant la Seconde Guerre mondiale, Gale obtient, en 1941, le grade de lieutenant-colonel à la tête du Royal Regiment Leicestershire (en), un bataillon territorial. Au cours de l'été 1941, il prend le commandement de la 1re Brigade de parachutistes (en) qui vient d’être créée dans le cadre de l'élargissement des forces britanniques aéroportées. En mai 1943, Gale est promu au grade de major-général et assume le commandement de la 6th Airborne Division nouvellement créée en vue du débarquement. C’est à la tête de cette unité qu’il est aéroporté en Normandie pour protéger le front est des plages de débarquement.
Entre 1946 et 1947, Gale obtient le commandement de la 1re division d'infanterie britannique au Moyen-Orient, et, en 1948, il est nommé officier général commandant les troupes britanniques en Égypte. Entre 1952 et 1957, il est promu commandant en chef de l'Armée britannique du Rhin et du groupe d'Armée nord des forces terrestres alliées en Europe. Il prend sa retraite en 1957. Mais au début de 1958, il est rappelé au service de l'OTAN pour remplacer le maréchal Bernard Montgomery en tant que vice-commandant suprême des forces alliées en Europe. Il prend sa retraite définitive en 1960.

## Distinctions
- Ordre du Service distingué